# Савенки (Сумская область)
Савенки (укр. Савенки) — село,
Гарбузовский сельский совет,
Лебединский район,
Сумская область,
Украина.
Код КОАТУУ — 5922982704. Население по переписи 2001 года составляло 10 человек .

## Географическое положение
Село Савенки находится у истоков реки Ревки,
ниже по течению на расстоянии в 0,5 км расположено село Сытники.
В 0,5 км расположено село Гарбузовка.
На реке небольшая запруда.
Селе окружено лесным массивом (дуб).
Рядом проходит железная дорога, станция Гарбузовка в 2-х км.